# Бутівське
Бу́тівське — село в Україні, в Приютівській селищній громаді Олександрійського району Кіровоградської області. Населення становить 510 осіб.

## Історичні відомості
7 серпня на сесії Костянтинівської сільської ради було схвалено рішення про входження територій Костянтинівської сільської ради до Приютівської об'єднаної територіальної громади.
29 квітня відбулися вибори до Приютівської селищної ради об'єднаної громади після яких завершився процес створення ОТГ, а Костянтинівська сільська рада перестала існувати, як юридична особа.

## Населення
Згідно з переписом УРСР 1989 року чисельність наявного населення села становила 22 особи, з яких 5 чоловіків та 17 жінок.
За переписом населення України 2001 року в селі мешкали 503 особи.

### Мова
Розподіл населення за рідною мовою за даними перепису 2001 року:
| Мова       | Відсоток |
| ---------- | -------- |
| українська | 95,29 %  |
| російська  | 3,33 %   |
| молдовська | 0,78 %   |
| білоруська | 0,59 %   |

## Особистості
- Лупаїна Олександр Григорович (1980—2014) — сапер ЗСУ, військовослужбовець танкового підрозділу, загинув під Волновахою. Герой АТО.